# Óengus Ua Gormáin
Óengus Ua Gormáin foi um bispo irlandês na era medieval. Ele foi bispo de Down a partir de 1117 até sua à morte, em 1123.